# Эшен (Лихтенштейн)
Э́шен (нем. Eschen) — община в княжестве Лихтенштейн.
Население — 4459 человек (30 июня 2019). Площадь — 10,381 км². Официальный код — 7007. Почтовый индекс — 9492.

## История
На территории Эшена находятся древние поселения Малансер и Шнеллер. В Нендельне были обнаружены стены укрепительных сооружений периода римской империи.
Эшен впервые появился в переписи эпохи Каролингов примерно в 850 г., там он именовался Эссаной (название, возможно, произошло от кельтского «esca» (что в переводе означает «у воды»)).
В 1217 вошел в состав княжества.

## Население
- 2009 — 4 183 жителей.
- 2011 — 4 215 жителей.
- 2012 — 4 249 жителей.
- 2013 — 4 284 жителей.

## Экономика
В Эшене и Нендельне развита промышленность, торговля, сфера услуг, здесь есть спортивный комплекс с огромным бассейном.